# Anna Kaworek
Anna Kaworek, née le 18 juin 1872 à Biedrzychowice en Pologne, morte le 30 décembre 1936 à Miejsce Piastowe, est une religieuse polonaise, cofondatrice de l'ordre des Sœurs de Saint Michel Archange, congrégation enseignante et hospitalière.
Elle est reconnue vénérable par le pape François en 2019. Elle est fêtée le 30 décembre.

## Biographie
Anna Kaworek naît le 18 juin 1872 à Biedrzychowice en Pologne,. Au cours de sa scolarité, elle commence à ressentir la vocation religieuse, sans bien la discerner. Elle connaît plusieurs congrégations féminines, mais n'arrive pas à se décider.
C'est à 21 ans qu'elle se décide lorsqu'elle entend parler d'un nouvel ordre, créé par le père salésien Bronislas Markiewicz, et elle part se présenter à lui en février 1894,. Elle découvre la rude réalité de la vie monastique, avec un travail épuisant, des conditions difficiles et peu de temps pour prier.
Elle décide de rentrer chez elle au bout de huit mois et d'aller à pied au monastère du Mont Sainte-Anne,. Revenue chez elle, elle ne trouve plus la paix intérieure ; elle prie beaucoup, reçoit la réponse à ses questions et repart renforcée pour la vie monastique, et pour se consacrer aux plus démunis.
Les religieuses fondent en 1897 un centre éducatif pour orphelines, mais les autorités ecclésiastiques ne sont pas d'accord ; alors le P. Bronislao Markiewicz, pour sauver cette œuvre, décide de se séparer des autres salésiens pour créer un nouvel ordre conforme à sa vision de l'esprit salésien.
Anna Kaworek est élue le 2 novembre 1898 supérieure de la nouvelle congrégation et la dirige jusqu'à sa mort. Elle crée en plus une crèche rurale en 1900, s'occupe des malades, organise une collecte de fonds pour améliorer le foyer des orphelins.
Elle ressent douloureusement la mort du P. Markiewicz en 1912, mais continue son œuvre, fait construire une église à Miejsce Piastowe ainsi qu'une nouvelle maison pour sa communauté, avec une chapelle qu'elle fait dédicacer en 1925.
Le pape Pie XI approuve en avril 1928 sa congrégation, sous le nom de « Société des Sœurs de Saint Michel Archange ».
Elle meurt à Miejsce Piastowe le 30 décembre 1936. Ses obsèques sont célébrées le 2 janvier 1937.

## Procédure en béatification
La procédure en vue de l'éventuelle béatification d'Anna Kaworek est ouverte au plan diocésain le 2 décembre 1993 à Przemyśl par l’archevêque Józef Michalik. Le dossier est ensuite transmis à Rome le 30 décembre 1997.
Le pape François approuve la Congrégation pour les causes des saints pour publier le décret sur l'héroïcité de ses vertus le 15 janvier 2019, ce qui la reconnaît vénérable,.
Sa fête est le 30 décembre.